# Vladimír Dostál
Vladimír Dostál (2. října 1930, Česká Skalice – 19. ledna 1975, Praha) byl český literární historik a estetik komunistické orientace. Zabýval se zejména teorií socialistického realismu či dílem Julia Fučíka.
Narodil se v rodině barvíře plátna. Maturoval v roce 1949 na reálném gymnáziu v Jaroměři. Poté vystudoval češtinu a filozofii na Filozofické fakultě Univerzity Karlovy v Praze. Absolvoval roku 1953. V letech 1953–1957 vědecky pracoval v Literárním institutu Maxima Gorkého v Moskvě. Po návratu do Prahy byl jmenován zástupcem vedoucího katedry teorie a dějin literatury na Institutu společenských věd při ÚV KSČ. V roce 1962 začal pracovat v Kabinetu pro studium díla Zdeňka Nejedlého Československé akademie věd. V roce 1967 se stal kandidátem věd na Vysoké škole politické ÚV KSČ. Poté nastoupil do Ústavu pro českou literaturu Československé akademie věd. Od roku 1970 až do své smrti v roce 1975 zde vedl oddělení teorie literatury. V době normalizace byl rovněž členem redakčního kruhu časopisu Tvorba, vedl revue Sovětská literatura a v Lidovém nakladatelství vedl ediční řadu Kmen.